# ألبا لونغا
ألبا لونغا (Alba Longa) هي مدينة قديمة في لاتيوم في وسط إيطاليا، وتبعد 19 كم (12 ميل) جنوب شرق روما على التلال الألبانية. وكانت مركز ومولدالعصبة اللاتينية، ودمرت من قيب روما في أواسط القرن السابع قبل الميلاد. يذكر في الأساطير أن رومولوس ورموس كانا من السلالة الحاكمة لمدينة ألبا لونغا.